# Campionat d'Espanya de Supercross
El Campionat d'Espanya de Supercross, regulat per la federació espanyola de motociclisme (RFME, Real Federación Motociclista Española), és la màxima competició de Supercross que es disputa a l'estat espanyol.
Instaurat el 1987, el campionat ha anat variant de categories al llarg dels anys, fins a arribar a la fórmula estrenada el 2006 de dues categories, SX1 i SX2 (equivalents a les vigents al Campionat del Món de motocròs, MX1 i MX2), ampliada el 2010 amb la categoria SX85 per a pilots joves.

## Llista de guanyadors
Font:

### Del 1987 al 2009
| Any  | 250 cc                   | 250 cc      |                   |          |
| Any  | Campió                   | Motocicleta |                   |          |
| ---- | ------------------------ | ----------- | ----------------- | -------- |
| 1987 | Juan José Barragán       | Honda       | -                 | -        |
| 1988 | Luis López "Luisake"     | Yamaha      | -                 | -        |
| 1989 | Luis López "Luisake"     | Honda       | -                 | -        |
| 1990 | Pablo Colomina           | Yamaha      | -                 | -        |
| 1991 | Jordi Elías              | Yamaha      | -                 | -        |
| 1992 | Alejandro Pérez          | KTM         | -                 | -        |
| 1993 | Josep Alonso             | Honda       | -                 | -        |
| 1994 | Alejandro Pérez          | Honda       | -                 | -        |
| 1995 | Josep Alonso             | Honda       | -                 | -        |
| 1996 | Josep Alonso             | Kawasaki    | -                 | -        |
|      | 250 cc                   | 250 cc      | 125 cc            | 125 cc   |
| 1997 | Javier García Vico       | Yamaha      | Edgar Torronteras | Kawasaki |
| 1998 | Francisco Javier Remacho | Yamaha      | Álvaro Lozano     | Yamaha   |
| 1999 | Edgar Torronteras        | Kawasaki    | Ivan Cervantes    | Yamaha   |
| 2000 | Óscar Lanza              | Honda       | Manuel Rivas      | Suzuki   |
|      | Open                     | Open        | 125 cc            | 125 cc   |
| 2001 | Francisco Javier Remacho | Yamaha      | Antonio Paricio   | Yamaha   |
| 2002 | Francisco Javier Remacho | Honda       | Adrián Garrido    | Yamaha   |
| 2003 | Francisco Javier Remacho | Yamaha      | Xavier Hernández  | Yamaha   |
| 2004 | Manuel Rivas             | Honda       | Carmelo Gutierrez | Honda    |
| 2005 | Manuel Rivas             | Honda       | Fabien Izoird     | Yamaha   |
|      | SX1                      | SX1         | SX2               | SX2      |
| 2006 | Manuel Rivas             | Yamaha      | Román Pérez       | Kawasaki |
| 2007 | Manuel Rivas             | Kawasaki    | -                 | -        |
| 2008 | Manuel Rivas             | Kawasaki    | Joan Cros         | Yamaha   |
| 2009 | Manuel Rivas             | Kawasaki    | Joan Cros         | Kawasaki |

Notes
1. ↑  Campionat sense validesa en celebrar-se només 2 de les 5 proves programades
2. ↑  Entre 1997 i 2005, el títol de la categoria de 125 cc rebé la denominació de Trofeo Nacional de Supercross 125cc
3. ↑  El 2007, el campionat s'anomenà "Open Internacional" i no va tenir el rang de Campionat d'Espanya
4. ↑  El 2008, la categoria SX1 s'anomenà SX Proseries i la SX2, SX Sportseries

### Del 2010 a l'actualitat
A 15 de desembre de 2024
| Any                      | SX1              | SX1         | SX2               | SX2         | SX85              | SX85        |
| Any                      | Campió           | Motocicleta | Campió            | Motocicleta | Campió            | Motocicleta |
| ------------------------ | ---------------- | ----------- | ----------------- | ----------- | ----------------- | ----------- |
| 2010                     | Maxime Lesage    | Kawasaki    | Antonio J. Ortuño | KTM         | Bartolomé Sánchez | Kawasaki    |
| 2011 - 2013: No disputat |                  |             |                   |             |                   |             |
| 2014                     | Nil Arcarons     | KTM         | Carlos Fernández  | Kawasaki    | Yago Martínez     | Kawasaki    |
| 2015                     | Alvaro Lozano    | Yamaha      | Carlos Fernández  | Kawasaki    | David Braceras    | Kawasaki    |
| 2016                     | Joan Cros        | KTM         | Carlos Fernández  | Kawasaki    | Oriol Oliver      | Kawasaki    |
| 2017                     | No disputat      | No disputat | No disputat       | No disputat | No disputat       | No disputat |
|                          | Open             |             |                   |             |                   |             |
| 2018                     | Carlos Fernández | Husqvarna   | -                 | -           | -                 | -           |
| 2019                     | Joan Cros        | Yamaha      | -                 | -           | -                 | -           |
| 2020 - 2024: No disputat |                  |             |                   |             |                   |             |

## Estadístiques

### Campions amb més de 3 títols
A 15 de desembre de 2024
| Pilot                    | Títols                                             |
| ------------------------ | -------------------------------------------------- |
| Manuel Rivas             | 6 (2 x SX1, 2 x Open, 1 x SX Proseries, 1 x 125cc) |
| Joan Cros                | 4 (1 x Open, 1 x SX1, 2 x SX2)                     |
| Carlos Fernández         | 4 (3 x SX2, 1 x Open)                              |
| Francisco Javier Remacho | 4 (1 x 250cc, 3 x Open)                            |
| Josep Alonso             | 3 (3 x 250cc)                                      |